# Lac Vištytis
Le lac Vištytis (en lituanien : Vištyčio ežeras ; en russe : Виштынецкое озеро, Vichtynetskoïe ozero) est un lac  situé sur la frontière entre la Lituanie (apskritis de Marijampolė) et la Russie (oblast de Kaliningrad).

## Présentation
Nommé d'après la petite ville de Vištytis situé sur la côte nord du lac, il couvre une superficie de 16,6 km², dont la plus grande partie fait partie de la Russie. Avant le 1er février 2004, la frontière lituano-russe suivait les contours des eaux du lac, ce qui faisait que les baigneurs lituaniens entraient dans les eaux territoriales russes lorsqu'ils allaient nager. Désormais un traité entre les deux pays a permis de transférer différentes portions de territoire dont une partie des eaux du lac qui est revenue à la Lituanie. Situé près de montagnes et forêts, le lac est une réserve naturelle protégée. Il est parfois surnommé le Baïkal européen du fait de sa faune et flore riche et unique.